# Либерально-демократическая партия Украины
Либерально-демократическая партия Украины — политическая партия Украины.

## История

### Независимая Украина
Первые группы либерально-демократической ориентации начали возникать на Украине в 1989-90 г.г. В июне 1990 г. на базе Народного Союза Содействия Перестройки и Союза избирателей Украины был образован оргкомитет по созданию ЛДПУ. Возглавил его Юрий Сахно, в состав входили А.Беляев, Б. Безпалый, А.Белоус, Я.Гольденберг, А.Рылеев, В.Климчук — всего до 15 человек. Оргкомитет поддерживал контакты с группой Богачева в Москве, вследствие чего украинских либералов порой ошибочно считают членами ЛДПСС. Осенью 1990 г. оргкомитет раскололся — часть создала ЛДПУ во главе с В.Климчуком, а другая - Киевский либерально-демократический союз (КЛДС, первая на тот момент легализированая в г. Киеве оппозиционная организация, сопредседатели - Ю.Сахно и А.Беляев). В 1991 г. влился в Партию Демократического Возрождения Украины (ПДВУ).
В июле 1992 зарегистрирована как украинская политическая партия. В 1995 в партию влилась Партия зелёных Украины во главе с Владимиром Тимониным. В 2001 вошла в блок «Новая Украина». В 1998 блокировалась с Крестьянско-демократической партией. 17 июля 1999 председателем стал Игорь Душин. В 2005 формировала либеральное движение на Украине, а в 2006 создала институт либерализма.

## Идеология
ЛДПУ выступает за европейский либерализм, независимость Украины и евроинтеграцию.

## Выборы
- 1994 — парламентские выборы, избрано 0 депутатов
- 1998 — парламентские выборы, избрано 0 депутатов
- 2002 — парламентские выборы, избрано 0 депутатов
- 2004 — президентские выборы, Игорь Душин занял 22-е место